# دائرة حمام بوحجر
دائرة حمام بوحجر هي إحدى دوائر ولاية عين تموشنت الجزائرية.